# Туаев, Давид Афанасьевич

Мемориальная доска на доме № 9 на улице Огнева

Дави́д Афана́сьевич Туа́ев (15 октября 1902, сел. Сатат Зарамагского прихода (ныне Алагирского района Республики Северная Осетия-Алания (Российская Федерация) — 3 августа 1964) — осетинский драматург и писатель. Новатор осетинской сцены .

## Биография
Родился в бедной семье. Рано лишился отца. Работал посыльным в магазине купца.
Окончил начальную школу, в 1923 — рабфак во Владикавказе. В том же году поступил на электромеханический факультет Новочеркасского политехнического института (ныне Южно-Российский государственный политехнический университет). С 1929 до 1934 работал инженером-электриком в Ростове-на-Дону, с 1934 — главным механиком, с 1937 — главный энергетик Садонских рудников полиметаллических руд. В 1937 переехал в Орджоникидзе, где работал главным инженером «Сельхозэлектро», потом — главным инженером городской электростанции. Туаев — автор нескольких изобретений в области электротехники.
С 1937 по 1964 года проживал в доме № 9 на улице Огнева (в настоящее время этот дом является объектом культурного наследия).

## Творчество
Литературной деятельностью стал заниматься в конце 1930-х годов.
Перу Д. Туаева принадлежит ряд пьес: «Мать сирот», «Поминальщики», «Именем народа», «Нарт Сырдон» и другие, а также множество рассказов, темы, сюжеты и образы которых почерпнуты из осетинского фольклора. Некоторые произведения писателя переведены на русский язык, его пьесы ставились во многих театрах страны. Драматургический талант наиболее ярко проявился в жанре комедии. Его комедии отличаются яркостью образов, сценичностью. Пьеса Д. Туаева «Сказка» («Аргъау») является первым драматическим произведением для детей и о детях в осетинской литературе.
Основные темы: восхваление патриотизма и доблестного труда народа, осуждение вредных пережитков. Туаев пишет также о Гражданской войне, о деятельности Коста Хетагурова, отображает героику Отечественной войны.
В 1969 и 1970 гг. издательство «Ир» осуществило издание пьес Д. Туаева в двух томах, куда вошло бо́льшая часть половины его произведений.

## Избранные произведения
Пьесы
- «Желание Паша» («Паешаейы фаендон»)
- «Сказка» («Аргъау»)
- «Под Белой горой» («Урс хохы бынмэ»)

Проза
- «Ищущий работу» («Куыстагурэг»),
- «Как завалился дом Хату» («Хатуйы хэдзар куыд ныккалд»); либретто
- «Дочь Афсати» («Эфсатийы чызг»),

Дочь — Темина Туаева, российский продюсер, режиссёр, заслуженный деятель искусств Российской Федерации (2006), заслуженный работник культуры Республики Северная Осетия — Алания (1996), лауреат Государственной премии им. К. Л. Хетагурова (2009).

## Память
- Одна из улиц города Владикавказа названа именем Д. Туаева.
- Его имя носит средняя школа № 3 г. Алагира.
- Во Владикавказе на доме № 9 по улице Огнева, где жил и работал Давид Туаев, 17 декабря 2003 года установлена мемориальная доска[2]

(автор — скульптор Руслан Джанаев).